# Władca dżinnów
Władca dżinnów (ang. A Master of Djinn) – steampunkowa powieść fantasy z cyklu „Uniwersum Martwego Dżinna”, debiut powieściowy amerykańskiego pisarza P. Djèlí Clarka. Książkę wydała oficyna Tor.com w 2021 r., polskie tłumaczenie Małgorzaty Szypuły ukazało się nakładem wydawnictwa  Mag w 2022 r.. 
W 2022 r. książka zdobyła kilka nagród branżowych: Nebulę, Locusa za debiut powieściowy i Comptona Crooka, była także nominowana do nagród: Hugo za najlepszą powieść, Mythopoeic i World Fantasy Award.

## Fabuła
Historia alternatywna, w której w połowie XIX w. sudański mistyk i naukowiec, Al-Dżahiz wyzwolił magię. Wśród ludzi pojawiły się dżinny, ifryty czy anioły. Ten sam geniusz stworzył steampunkowe maszyny, które z Egiptu uczyniły potęgą światową. Kair w 1912 r. Fatma Al-Szarawi jest agentką Ministerstwa Alchemii, Uroków i Istot Nadprzyrodzonych. Fatma rozwiązuje sprawę tajemniczego zabójstwa Brytyjczyków, członków sekretnego stowarzyszenia, a głównym podejrzanym staje się niewidziany od dawna Al-Dżahiz.